# Alexander Holevo
Alexander Holevo (em russo:  Алексáндр Семéнович Хóлево; 2 de setembro de 1943) é um matemático soviético e russo, um dos pioneiros da ciência da informação quântica.
Foi palestrante convidado do Congresso Internacional de Matemáticos em Berkeley (1986 - Conditionally positive functions in quantum probability) e em Madrid (2006 - The additivity problem in quantum information theory).
Recebeu o Prêmio Claude E. Shannon de 2016.